# Hirose Tomoyasu
Tomoyasu Hirose (sinh ngày 11 tháng 9 năm 1989) là một cầu thủ bóng đá người Nhật Bản.

## Sự nghiệp câu lạc bộ
Tomoyasu Hirose đã từng chơi cho Montedio Yamagata và Tokushima Vortis.